# آرایش

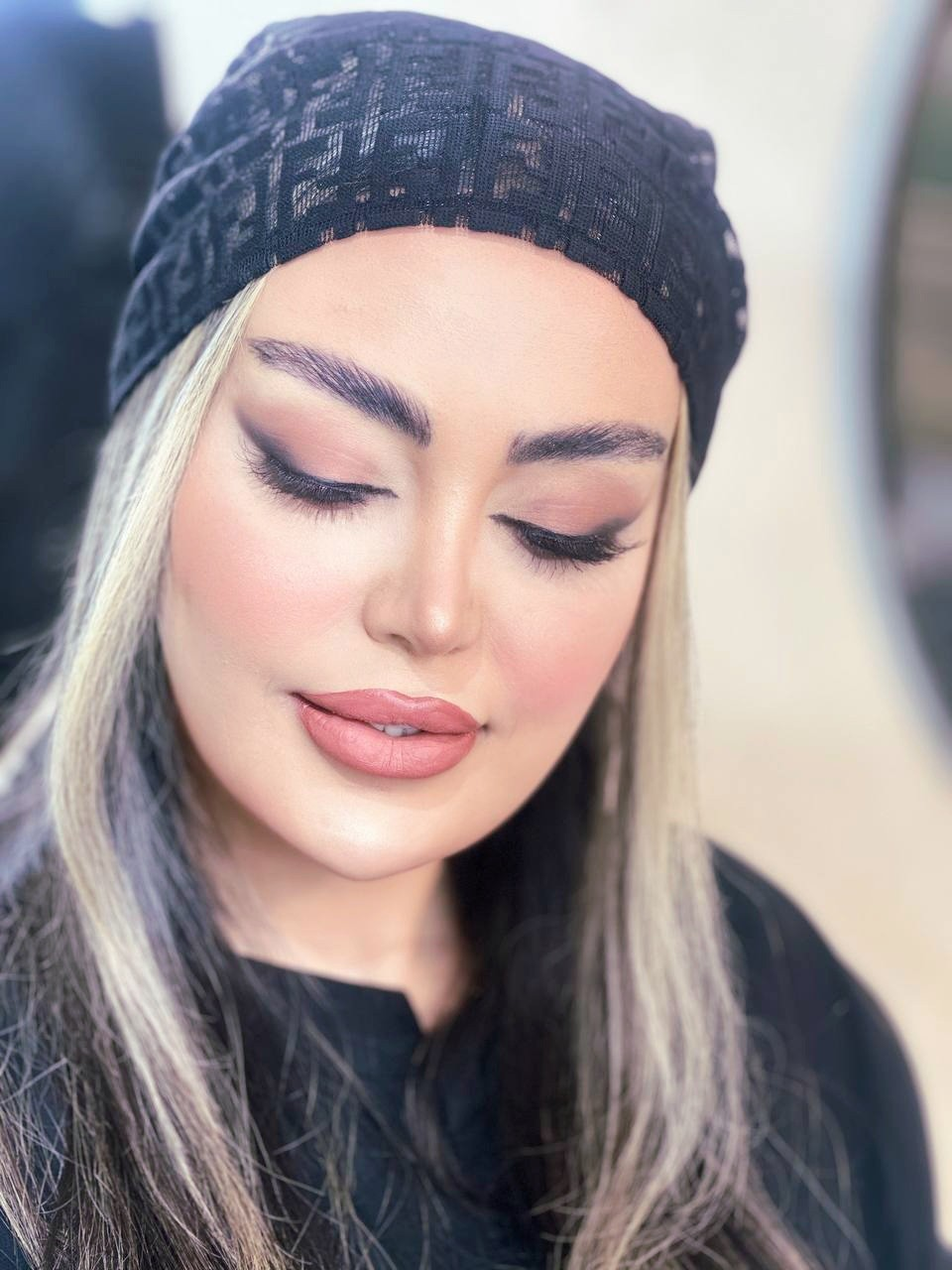
یک آرایش چهره زنانه

آرایش به معنی افزودن برای زیبایی و از سادگی بیرون در آوردن صورت و زیبا تر شدن  است و در اصل، در برابر واژه پیرایش قرار می‌گیرد که به معنی کم کردن است. امروزه، در اصطلاح عام، هر دو واژه به غلط در مورد زیبایی چهره یا بدن به کار می‌روند و به معنی عملیاتی هستند که ظاهر فرد (بیشتر صورت و مو) را زیباتر جلوه دهد. معمولاً در ایران آرایش برای بانوان و پیرایش برای مردان به کار می‌رود. آرایش و پیرایش اغلب در مکانی به نام سلمانی یا سالنهای زیبایی (آرایشگاه) توسط آرایشگر انجام می‌گیرد و لوازم آرایش نیز در فروشگاه‌هایی با همین عنوان یا در داروخانه‌ها فروخته می‌شود. در ایران، آرایشگرهای رسمی باید دوره‌های فنی حرفه‌ای مربوطه را که مهم‌ترین آن‌ها دوره «آرایش - پیرایش» است، با موفقیت گذرانده باشند.

## تاریخچه آرایش
در طول تاریخ زیبایی و آراستگی ظاهر مورد توجه بوده و در زمان‌هایی این آراستگی افراطی و برای تفاخر و جلب توجه بیشتر در بین طبقات خاصی بوده‌است. در طول زمان آرایش نزد مصریان باستان را می‌توان مشاهده کرد که عمدتاً تا اطراف چشمان را با رنگ‌های سبز و خطوط سیاه رنگ آمیزی می‌کردند؛ مثلاً ملکه کلئوپاترا با کشیدن سرمه به دور چشمانش می‌خواست به آن قدرت نفوذ بیشتری ببخشد. پادشاهان و درباریان ایرانی و عرب با گذاشتن زیورآلات به گوش‌ها و ریش‌هایشان و پادشاهان و درباریان فرانسوی و انگلیسی با گذاشتن کلاه‌گیس بلند خود را از طبقات پایین‌تر متمایز می‌کردند. مردم قبایل سیاه‌پوست و سرخ‌پوست علاوه بر بکار بردن رنگ‌های شاد و زنده در چهره، خود را برای جشن‌ها می‌آراستند.

## آرایش زنان

یک آرایشگاه زنانه در همدان - ایران

خدمات زیبایی زنان از قبیل قرینه‌سازی ابرو، کوپ، آرایش چهره، شنیون، براشینگ، رنگ و مش و لایت، فر و بافت مو، خدمات ناخن، پدیکور، مانیکور، وکس صورت، اپیلاسیون، گریم و آرایش عروس. معمولاً تالارهای آرایش زنان در ایران در مغازه‌های بدون دید و بسته یا در منازل مسکونی یا در سالن‌هایی با دکوراسیون دایر است. معمولاً آرایش و زیبایی در زنان خیلی ملموس‌تر از مردان است.
ایران هفتمین کشور مصرف‌کننده مواد آرایشی در دنیا و دومین کشور در خاورمیانه است. ژاپن اولین مصرف‌کننده مواد آرایشی جهان است.

## اصطلاح‌ها در آرایش زنان
- متعادل‌سازی چهره (گریم یا میکاپ یا چهره پردازی): شامل پاک‌سازی پوست، ترفندهای سایه روشن، طراحی‌سازی چهره، لیفتیگ صورت، ماسک.
- سایه‌ها: رنگ دار کردن پشت پلک‌ها که بسته به رنگ و شکل آن انواع گوناگونی دارد.
- رنگ و مش: تغییر دادن رنگ موهای شخص که در آن ترکیب رنگ و هماهنگی آن با رنگ پوست و شکل چهره (چاقی و لاغری) بسیار حائز اهمیت است.
- دکلره: خارج نمودن پیگمنت‌های رنگی مو از ساختمان آن و بیرنگ شدن مو به تدریج در پایه‌های مختلف (از ۲ تا ۱۱)
- دکاپاژ: پاک کردن رنگ موی پیشین از روی مو که نوعی دکلره ضعیف است.
- براشینگ: به عمل حالت دادن مو به وسیلهٔ برس و حرارت براشینگ گفته می‌شود.
- هایلایت: به رنگ و مش هم‌زمان گفته می‌شود که مو حالتی سایه روشن پیدا می‌کند.
- فر: یا پرمنات که موها را برای مدتی (۶ماه تا یکسال) مجعد یا حالت دار می‌کند.
- صاف: تغییر حالت مو از مجعد به حالتی لخت که هم مدت دار می‌باشد و هم دائمی. برای صاف کردن اغلب از اتوی مو استفاده می‌شود.
- میزانپلی: میزان کردن پل‌های گوگردی مو به وسیله بیگودی‌های مخصوص
- شینیون: جمع کردن کامل موها و فرم دادن آنها.
- مانیکور: فرم دادن و مرتب کردن ناخن‌های دست
- پدیکور: فرم دادن و مرتب ناخن پا
- خودآرایی: آرایش یا پیرایش توسط خود شخص صورت می‌گیرد (به جای آرایشگر)
- آرایش کارتونی: آرایش و رنگ آمیزی چهره کودکان به شکل گل و گیاه، حیوانات یا دلقک
- آرایش عروس: آرایشی متفاوت برای رفع عیوب پوست، رنگ دادن به آن و از همه مهم‌تر ایجاد ظاهری زیبا برای عروس.
- میکروپیگمنتیشن: این کار فرایند کاشت رنگدانه‌های سازگار با بدن، در عمق مشخصی از لایه پوست، با حداقل آسیب به بافت پوستی است.[نیازمند منبع]

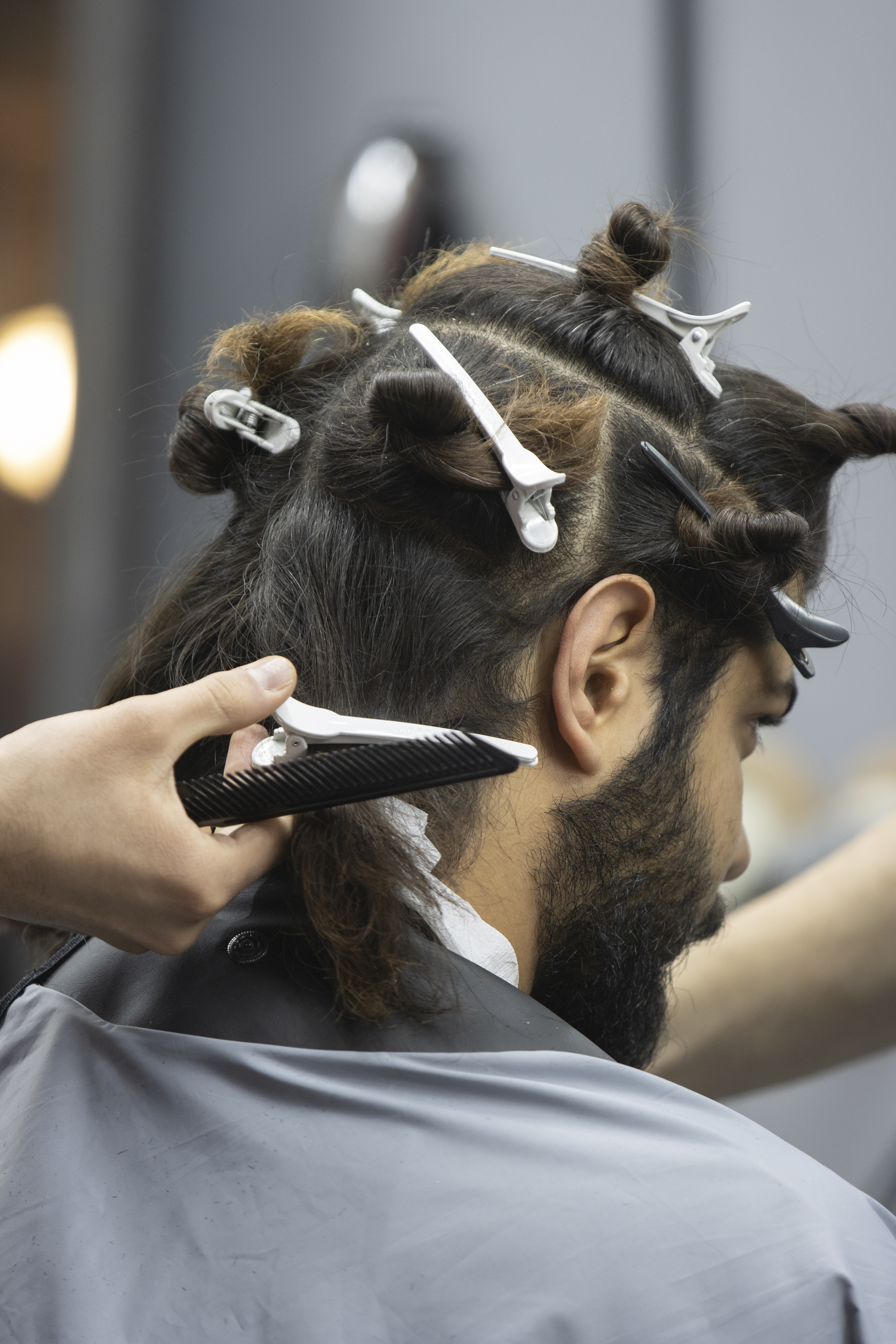
انجام خدمات زیبایی مردانه در یک سالن زیبایی

## آرایش مردان
خدمات زیبایی مردان از قبیل آرایش مو، ابرو، ریش و سبیل به شکل خاص، رنگ و مش و لایت، فر و بافت مو، وکس صورت، انواع مدل مدرسه ای، ساده کلاسیک، فرق از بقل، آلمانی، خامه ای، فشن، بکسوری، تیفوسی، قارچی، انجام می‌گیرد. آرایشگاه‌های مردانه دارای سالن حرفه‌ای می‌باشد.

## باید و نبایدهای آرایشی

### بایدها
1. از لوازم آرایش مرغوب و شناخته شده‌استفاده کنید.
2. قلم‌ها و اسفنج‌ها نقش کلیدی در آرایش شما بازی می‌کنند، از خرید قلم و اسفنج مرغوب دریغ نکنید. ابزار مرغوب پایه آرایش صورت بهتر را فراهم می‌سازد.
3. پیش از آغاز آرایش، از مرطوب‌کننده مناسب پوستتان استفاده کنید.
4. از کرم پودرهایی استفاده کنید که رنگ و بافت آن‌ها مناسب پوست شما باشد.
5. کانسیلر را به صورت یک مثلث به زیر چشم‌ها بزنید و برای خشک کردن آن و ماندگاری بیشتر از پودر بیک استفاده کنید.
6. قبل از زدن سایه حتماً از پرایمر مخصوص استفاده کنید تا به سایه خود ماندگاری ببخشید.
7. نقاط خالی ابرو را به صورت پراکنده هاشور بزنید تا مانند موی ابرو جلوه کند.
8. برای رنگ دادن به چهره و آرایش خود از رژ لب مناسب استفاده کنید.
9. بهتر است هر شب قبل از خواب آرایش صورت را اول با دستمال مرطوب یا تونر صورت پاک کنید، بعد با آب و صابون بشویید.
10. برای شستن آرایش از پاک کننده‌ها و شوینده‌های مناسب استفاده کنید.

### نبایدها
1. گران ترین‌ها لزوماً بهترین و مناسب ترین‌های برای شما نیستند.
2. از اپلیکاتورها و براش‌های نامرغوب برای آرایش استفاده نکنید.
3. پوست خود را بشناسید و از فراورده‌هایی که مناسب پوست شما نیست استفاده نکنید.
4. از کرم پودرهای با رنگ خیلی روشن یا تیره که با رنگ پوست شما هماهنگی ندارد استفاده نکنید.
5. از زدن کانسیلر فقط برای هلال زیر چشم و به صورت نقطه ای بپرهیزید.
6. ریمل را از ریشه مژه‌ها بزنید و تنها در نوک مژه رها نکنید.
7. از خط اصلی ابرو چندان بیرون نروید. این کار چهره شما را مصنوعی می‌کند.
8. از رنگ‌های تند و زننده برای سایه کاری چهره بهره نگیرید.
9. هرگز با آرایش چهره نخوابید.
10. از آزمون کارهای تازه نهراسید.